# Valeria Golino

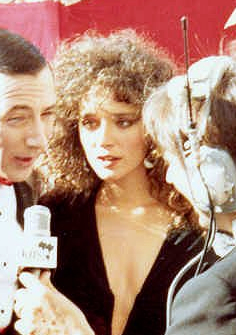
Golino podczas 60. ceremonii wręczenia Oscarów (1988)

Valeria Golino (ur. 22 października 1965 w Neapolu) – włoska modelka, aktorka i reżyserka filmowa.
Dwukrotna laureatka nagrody David di Donatello i pięciu Srebrnych Taśm, dwukrotna zdobywczyni nagrody dla najlepszej aktorki na Festiwalu Filmowym w Wenecji.

## Życiorys
Urodziła się w Neapolu we Włoszech jako drugie dziecko i jedyna córka Greczynki Lalli, malarki, i Włocha Luigiego Golino, który był germanistą. Jedna z jej babć była Egipcjanką i Francuzką. Wychowała się w „artystycznym domu” w hotelu „Bella Napoli”, prowadzonym przez jej dziadka i w którym mieszkała cała jej rodzina, w tym starszy brat muzyk. Kiedy była dziewczynką, matka często zabierała ją do kina, a ona szybko zainteresowała się filmami. Jednak gdy jej rodzice się rozstali, Golino zmuszona była dorastać, podróżując między Sorrento (niedaleko Neapolu) a Atenami. 
W wieku 11 lat u Golino zdiagnozowano skoliozę i na pięć lat wszczepiono jej w plecy stalowy pręt. Przez sześć miesięcy pozostawała pod opieką chirurga w Chicago, gdzie nauczyła się mówić po angielsku. W wieku 14 lat zaczęła pracować jako modelka w Atenach, Mediolanie, Londynie i Los Angeles. Występowała w reklamach telewizyjnych piwa, perfum i kosmetyków, a także modelowała kostiumy kąpielowe i niebieskie dżinsy. Właśnie ze względu na pracę modelki porzuciła szkołę średnią i przeprowadziła się do Rzymu, do wujka dziennikarza Enzo Golino z „L’Espresso”, który wprowadził ją w świat kina. Mimo to nigdy nie myślała o karierze filmowej, zamiast tego chciała zostać kardiologiem.
Jej kariera ekranowa rozpoczęła się, gdy wujek Enzo odebrał telefon od reżyserki Liny Wertmüller, która szukała młodej dziewczyny do swojego filmu i namówił Golino, aby udała się na spotkanie z nią. W efekcie została zaangażowana do debiutanckiej roli Adalgisy De Andreiis w komedii Żart przeznaczenia (Scherzo del destino in agguato dietro l’angolo come un brigante da strada, 1983) u boku Ugo Tognazziego. W dreszczowcu erotycznym Po omacku (Blind Date, 1984) z Josephem Bottomsem i Kirstie Alley pojawiła się jako dziewczyna w bikini. Potem zagrała młodą narkomankę Francescą w dramacie Mój najdroższy syn (Figlio mio infinitamente caro, 1985) z Benem Gazzarą, opiekunkę dziecięcą Marę w Petera Del Monte Małe ogniska (Piccoli fuochi, 1985) i Norę Treves, bogatą Żydówkę w ostatnich latach wojny zakochaną w studencie literatury (Rupert Everett) w dramacie Giuliano Montaldo Złote okulary (Gli occhiali d’oro, 1987) na podstawie powieści Giorgio Bassaniego. 
Za rolę Bruny Assecondati w melodramacie Francesco Maselliego Historia miłosna (Storia d’amore, 1986) została nagrodzona Srebrną Taśmą, odebrała dwie nagrody dla najlepszej aktorki i Złotego Ciaka na 43. Festiwalu Filmowym w Wenecji. We francuskim melodramacie kryminalnym Zeszłego lata w Tangerze (Dernier été à Tanger, 1987) u boku Thierry’ego Lhermitte, Vincenta Lindona i Rogera Hanina wystąpiła w roli Claudii Marchetti/Carli Morelli, która przybyła do Tanger i przedstawia się pod fałszywą tożsamością, by pomścić ojca. Na 41. Festiwalu Filmowym w Cannes za wydarzenie kina feministycznego uznano melodramat Margarethe von Trotty Lęk i miłość (Paura e amore, 1988), utrzymany w klimacie uwspółcześnionych Trzech sióstr, gdzie obok Fanny Ardant i Grety Scacchi zagrała postać Sandry Parini, za którą była nominowana do nagrody Włoskiego Narodowego Syndykatu Dziennikarzy Filmowych. W melodramacie kostiumowym Jerzego Skolimowskiego Wiosenne wody (Acque di primavera, 1989) wystąpiła w roli namiętnej Gemmy Rosselli.
Pierwotnie oferowano jej rolę prostytutki Vivian Ward w Pretty Woman (1990), ale ją odrzuciła, była finalistką castingu wraz z Julią Roberts. Anglojęzycznej publiczności stała się najbardziej znana z ról jako sympatyczna Susanna w dramacie Barry’ego Levinsona Rain Man (1988), trapezistka Gina Piccolapupula w komedii Randala Kleisera Big Top Pee-wee (1988) i Ramada Thompson/Adrien/Scarlett O’Hara/Lois Lane w komedii Jima Abrahamsa Hot Shots! (1991), gdzie wykonała scenę „oliwka w pępku”. Proponowano jej rolę Helen Tasker w Prawdziwych kłamstwach (1994), ale ją odrzuciła, bo zamiast tego zdecydowała się zagrać rolę głuchej dziewczyny w dramacie Ubój koguta (I sfagi tou kokora, 1996), za którą otrzymała nagrodę na Festiwalu Filmowym w Salonikach. Wystąpiła w teledysku zespołu R.E.M. do piosenki „Bittersweet Me” (1995). Proponowano jej rolę Danieli Perrone w dramacie Fine pena mai: Paradiso perduto (2008), ale ją odrzuciła, ponieważ uważała, że jest za stara, aby zagrać tę rolę. Jako Anna Ruotolo, matka trójki dzieci, która od 40 jest więźniem własnych obowiązków i swojej rodziny w dramacie fantasy Dla waszego dobra (Per amor vostro, 2015) zdobyła Puchar Volpiego dla najlepszej aktorki na 72. Festiwalu Filmowym w Wenecji.
Zasiadała w jury konkursu głównego na 65. MFF w Wenecji (2008) oraz na 69. MFF w Cannes (2016). Przewodniczyła obradom jury sekcji "Un Certain Regard" na 75. MFF w Cannes (2022).
Była na okładkach magazynów takich jak „Vanity Fair”, „IO Donna”, „Tu Style”, „Vogue”, „Gioia”, „Grazia”, „F” czy „Elle”.

## Filmografia
- 1988: Rain Man jako Susanna
- 1989: Wiosenne wody (Acque di primavera) jako Gemma Rosselli
- 1990: Królewska faworyta jako księżniczka Jeanne de Luynes
- 1991: Hot Shots! jako Ramada Thompson
- 1993: Hot Shots! 2 jako Ramada Rodham Hayman
- 1995: Cztery pokoje (Four Rooms) jako Athena
- 1995: Zostawić Las Vegas (Leaving Las Vegas) jako Terri
- 1996: Ucieczka z Los Angeles (Escape from Los Angeles) jako Taslima
- 1997: Akrobatki jako Maria
- 2000: Na pierwszy rzut oka (Things You Can Tell Just by Looking at Her) jako Lilly
- 2002: Frida jako Lupe Marín
- 2004: 36 (36 Quai des Orfèvres) jako Camille Vrinks
- 2007: Czarne słońce (Sole nero) jako Agata
- 2007: Dziewczyna z jeziora (La ragazza del lago) jako Chiara Canali
- 2008: Cash – pojedynek oszustów (Ca$h) jako porucznik Julia Molina
- 2008: Cichy chaos jako Marta
- 2010: Mroczna miłość jako psycholog
- 2013: Kapitał ludzki jako Roberta
- 2014: Niewidzialny chłopiec jako Giovanna
- 2015: Dla waszego dobra jako Anna Ruotolo
- 2017: Ukryty kolor rzeczy jako Emma
- 2019: Portret kobiety w ogniu jako hrabina